# クラック (オペラ)
クラック（仏: claque、「拍手する」という意味の動詞claquerより）は、「サクラ」あるいは「喝采屋」集団、すなわち演劇・オペラなどの舞台芸術において、特定の公演を成功（時には失敗）に導く目的で客席から賛辞（や野次）を送る集団のことである。ほとんどの場合、興行主、劇作者、作曲者、俳優あるいは歌手からの金銭受領を対価とするプロ集団だった。
19世紀のパリ・オペラ座での高度に組織化されたそれは著名であり、claqueという用語が他国語でも用いられるきっかけになった。またその構成員はclaqueurと呼ばれた。
テレビ収録では録音笑い（ラフトラック）と呼ばれるあらかじめ録音された笑い声や拍手などを同じ理由で合成している。

## 前史
サクラ行為は舞台娯楽のはじまったはるか古代から存在したであろうことは想像に難くない。古代ギリシア人はアテナイで催された演劇祭典の審査において、自派の演劇に有利となるようサクラ集団を用いたという記述があるし、古代ローマの歴史家スエトニウスによれば、自ら演劇をたしなんだローマ皇帝ネロはその配下の兵士5,000人をもって、彼自身の演技を賞賛させたという。
時代は下るが、18世紀におけるイタリア・オペラでは新作オペラの上演が盛んであったヴェネツィアなどにサクラ集団に関する記録が散見され、例えば1761年、ボローニャでとあるオペラの初演が彼らの狙い通り大失敗に終わった、などがわかっている。

## 19世紀パリでのクラック
そしてこのクラックがもっとも高度に組織化されたのは、19世紀初め、パリにおいてであった。1820年にはソートンなる人物によって「演劇成功請合協会」（L'assurance des succès dramatiques）なるクラックの「代理店」が開業した記録がある。
特に「グランド・オペラ」様式と称される大規模なオペラが数多く上演された1830年から1840年代にかけてのパリ・オペラ座では、仮に一作が失敗した場合の興行側の経済的損失は莫大であり、クラック組織はより大規模になると同時に、より確実な成功を期して下記のような「分業」が発達した。
tapageur（原義は騒音屋、以下同じ）
ひたすら大きな音で拍手を行う役。
connaisseur（玄人）
タイミングよく賛辞を送る役。
pleureur（泣き屋）
泣くべきシーンで泣く役。しばしば女性がその任に当たり、その場合は女性形pleureuseで呼ばれた。涙がうまく出ないときはハンカチで泣き真似を演じる、あるいは隠し持っていた塩などの刺激物を自分の眼に入れて涙を流すこともあったという。
bisseur（アンコール屋）
アンコールを求める"bis! bis!"の声を立てる者。
chatouilleur（喜ばせ屋）
公演に退屈し出した周囲の一般客に気の利いたジョークを言ったり、菓子を配ったりして、劇場に長居をする気分にさせる役。
commissaire（手腕家）
休憩時間にその演目、あるいは演奏の素晴らしさを他の聴衆に力説して回る役。
chauffeur（暖房役）
開幕前には公演に対する期待を劇場内外で広め、終演後はその公演がいかに大成功だったかの噂を街で立てて回る役。
そしてこれら一公演で100人から300人にも及ぶクラック集団を統率するのが、俗に「隊長」（chef de claque）と呼ばれる人物であった。隊長は拍手喝采を効果的に行うためにオペラ譜面・台本の研究を重ね、舞台稽古にも同席し、支配人や歌手陣とも綿密な打合せを行い、その結果を配下の集団に指令した。上演当夜、クラック集団は一般客より先に劇場への入場が許され、各人は所定の位置に散開し、隊長は自らは目立つ服装を身にまとい、拍手喝采のタイミングを部下にはっきりとした仕草で伝えるのだった。
隊長のうちでももっとも有名だったのは、オギュスト・ルヴァスールなる人物（1844年没）であった。オペラ座支配人であったルイ・ヴェロン（在任1831年 - 1835年）に雇用されたルヴァスールは、オペラ座から無料あるいは廉価で渡されるチケットを配下のサクラや一般客に売却して金銭を得るほか、作曲者や歌手からは別途金銭の受領があり、一説には年収2万-3万フランともいう。同時期パリの一般病院の院長が年収2,400フランから5,500フラン、パリ市内に15人しかいなかった商事担当法務官の年収が3万フランというから、ルヴァスールがいかに高収入を得ていたかが窺える。

## イタリアでの組織的クラック
イタリアにおいてもパリ類似の組織化されたクラックが横行した（イタリア語でも「サクラ」はフランス語移入のclaqueで呼ぶことが多い）。1919年の一資料はクラック行為に対して支払われる定額料金、例えば「男声歌手登場時の喝采は25リラ、女声なら15リラ、単なるブラヴォーは5リラ」等を記載している。イタリアにおいてもっとも有名だったクラック部隊は第二次世界大戦前のスカラ座のそれで、その隊長capo di claque、カルメロ・アラビーゾ（トスカニーニのタクトで歌ったこともある元テノール歌手）とアントーニオ・カラーラの元では40人強の集団が活動していたという。

## 他国におけるクラック行為
民族性の故か、ラテン系ヨーロッパ以外の劇場では組織的クラックはあまり発達しなかったが、それでもいくつかの活動例が知られている。
1920年代ウィーンでは、ショースタールという者に率いられた部隊が活動していた。彼は自らの耳にプライドをもっており、好みのオペラ作品でしか活動しなかったし、気に入った歌手のパフォーマンスに対してはたとえ依頼がなくとも熱烈な喝采を送ったという。
イタリア系住民が多いニューヨークのメトロポリタン歌劇場では、1910年にイタリア人支配人ジューリオ・ガッティ＝カサッザが組織的クラックを導入したと考えられている。最盛期の1920年代には、傘職人ショルなる者に率いられた部隊が活躍した。1954年に時の支配人、オーストリア出身のルドルフ・ビングが立見席スペース（クラックにとっての指定席）を削減し、また彼らへの無料チケット提供を取止めたことでその活動は沈滞化した。

## オペラにおけるクラック雑記
- クラックはしばしば、ライヴァル歌手の公演を不成功に導くためにも用いられる。対立する2派がそれぞれの大部隊に動員をかけたケースでは、流血の抗争、公演の中止などにつながることもある。そのようなケースで有名なのは、1950年代ミラノ・スカラ座でのマリア・カラスとレナータ・テバルディ両派の対立、同じスカラ座での1960年代後半から1970年代前半のミレッラ・フレーニとレナータ・スコット両歌手支持グループの対立がある。ライヴァル歌手出演の公演に大挙して押しかけ、歌唱上の些細な瑕疵も聴き逃さず入れる野次やブーイングと、支持者側のそれをかき消すような熱烈な拍手喝采の衝突はスカラ座の一種の名物であった。もっとも、どちらの場合も単なるサポーター同士の抗争に過ぎず、歌手本人がライヴァルの失敗を画策していたわけではない、との見方もある。
- 歌手の中にはクラックによる賞賛を嫌う向きもある。例えば第二次世界大戦前の高名なバス歌手、エツィオ・ピンツァはクラック部隊に「ただ、黙ってもらうことを願って」金銭を提供していたという。

## 日本におけるクラック
日本においても、クラック行為は舞台娯楽の発展と共にあった。
歌舞伎におけるそれに関しては、「大向う」の記事に詳しい。